# الزمن الموحش
الزمن الموحش هي رواية لحيدر حيدر نشرت سنة 1973، صنفت في المرتبة السابعة في قائمة أفضل مئة رواية عربية .

## محتوى
نسبت هذه الرواية إلى تيار الوعي بعد هزيمة حزيران 1967. تمثل الشخصيات المثقفة في الرواية الموقف العلماني، الرافض للتراث، والذي يرى ضرورة قراءة الحاضر في ضوء المستقبل فقط.
يجري السرد بضمير المتكلم، فالسارد هو الشخصية التي تتحدث عبر تداعي الذكريات ثم الحلم في تقنية رصد تيار الوعي لتجاربها وتجارب الرفاق الآخرين في واقع التسكع والضياع الذي يعيشونه بين التنظير الأيديولوجي والخمر والنساء.

## طبعات
- الطبعة الأولى: 1973 دار العودة-بيروت.
- الطبعة الثانية: 1979 المؤسّسة العربية للدراسات والنشر-بيروت.
- الطبعة الثالثة: 1991 دار أمواج-بيروت.
- الطبعة الخامسة: 2000 دار أمواج للطباعة والنشر والتوزيع، بيروت.